# Ющин (Малопольське воєводство)
Ющин (пол. Juszczyn) — село в Польщі, у гміні Макув-Подгалянський Суського повіту Малопольського воєводства.
Населення — 2547 осіб (2011).

## Історія
У 1975-1998 роках село належало до Бельського воєводства, підпорядковувалося районній адміністрації у Бельсько-Бялій.

## Демографія
Демографічна структура станом на 31 березня 2011 року:
|          | Загалом | Допрацездатний вік | Працездатний вік | Постпрацездатний вік |
| -------- | ------- | ------------------ | ---------------- | -------------------- |
| Чоловіки | 1318    | 315                | 860              | 143                  |
| Жінки    | 1229    | 268                | 695              | 266                  |
| Разом    | 2547    | 583                | 1555             | 409                  |